# مايك مكوي
مايك مكوي (بالإنجليزية: Mike McCoy)‏ هو لاعب كرة قاعدة أمريكي، ولد في 2 أبريل 1981 في سان دييغو في الولايات المتحدة.

## وصلات خارجية
- مايك مكوي على موقع دوري كرة القاعدة الرئيسي (الإنجليزية)
- مايك مكوي على موقعبيزبول رفرنس.كوم (الدوري الرئيسي) (الإنجليزية)
- مايك مكوي على موقعبيزبول رفرنس.كوم (الدوري الثانوي) (الإنجليزية)
- مايك مكوي على موقع إي إس بي إن.كوم (أم.أل.بي) (الإنجليزية)
- مايك مكوي على موقع مشجعي الرسوم البيانية (الإنجليزية)